# Faizullah Khan Bahadur
Faizullah Khan Bahadur (Rampur, 23 settembre 1730 – Rampur, 17 luglio 1793) è stato un principe indiano.
Fu Nawab di Rampur dal 1774 al 1793 e Nawab di Shikohabad dal 1749 al 1774.

## Biografia

### I primi anni
Faizullah era il secondogenito del nawab Ali Mohammed Khan. Dopo la morte del fratello maggiore, il nawab Saadullah Khan, assunse la guida dei Rohilla, coi quali aveva combattuto assieme al fratello e ad Ahmed Shah Abdali nella terza battaglia di Panipat. A seguito di quella battaglia Faizullah aveva ottenuto nel 1749 il dominio del feudo di Shikohabad, mentre suo fratello ottenne il feudo di Jalesar con Firozabad.

### La prima guerra dei Rohilla
Nel 1774, durante l'invasione di Rohilkhand da parte degli eserciti uniti del gran visir moghul Shuja-ud-Daula e della Compagnia britannica delle Indie orientali, Faizullah Khan guidò la resistenza in una serie di operazioni nelle quali persero la vita molti Rohilla. Sfuggito al massacro, Faizullah Khan si ritirò verso le montagne con i suoi tesori al seguito. Raccolse là ciò che rimaneva dei suoi fedelissimi, che lo riconobbero sovrano in quanto maggiore dei figli sopravvissuti di Ali Mohammed Khan.
Si spostò quindi con i suoi seguaci verso la foresta e le colline di Lal Dang dove la guerra si prolungò in estenuanti assedi, divenendo sempre più guerra di posizione. Dopo un mese di scontri infruttuosi, entrambe le parti cercarono la pace. Venne quindi mediato un trattato dal colonnello inglese Champion, cercando di tenere in considerazione le richieste di entrambe le parti. Il trattato di Lal Dang permise a Faizullah Khan di scegliere liberamente l'area da governare tra le aree contese, e Faizullah scelse Rampur, che divenne il nucleo del futuro stato omonimo.

### Il trattato di Lal Dang
Il trattato di Lal Dang includeva le seguenti clausole:
- Faizullah venne costretto a ridurre il suo esercito da 20 000 a 5 000 unità, espellendo tutte le sue truppe che si trovavano ad est del fiume Gange
- Faizullah sarebbe stato diplomaticamente isolato, con la sola concessione di poter interagire per corrispondenza con la Compagnia britannica delle Indie orientali o col nawab di Awadh.
- Faizullah si sarebbe riappacificato con il nawab di Awadh ed i due avrebbero sottoscritto un concordato di mutua assistenza in caso di attacco, dietro l'obbligo per ciascuna delle parti di fornire non più di 3000 uomini in assistenza.

Questo trattato contribuì a portare Rampur nella sfera di controllo britannica, e ancor più dopo la morte di Shuja ud Daula di Awad, quando l'ascesa di Asaf ud Daula fece di fatto dello stato uno stato fantoccio inglese.

### Lo stato di Rampur

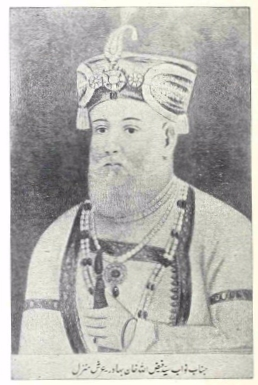
Faizullah Khan in un ritratto d'epoca

Faizullah Khan dopo la firma del trattato si accorse della precaria situazione nella quale si era venuto a trovare, con Awadh ridotto ad uno stato fantoccio e la sua autorità significativamente minata dagli inglesi, per quanto fosse stato riconosciuto e legittimato dal governatore generale della Compagnia britannica delle Indie orientali. I suoi timori divennero più consistenti quando il residente britannico locale, John Bristow, minacciò di appropriarsi del suo jagir.
Disperato, Faizullah scrisse al governatore generale a Calcutta giurando che si sarebbe messo al servizio degli inglesi se questi non avessero annesso il suo stato. Il governatore generale Warren Hastings diede istruzioni al residente britannico a Lucknow, Nathaniel Middleton di rettificare l'accordo. Faizullah non era ancora soddisfatto e richiese la firma del governatore generale in persona. Middleton scrisse allora una lettera di tono decisamente duro a Faizullah:
Questo genere di discussioni hanno poco a che vedere con ciò che solitamente si dice del buon giudizio del Khan [...] Sa molto bene che il col. Champion ha già controfirmato il trattato secondo le sue capacità e che egli agisce unicamente su ordine del governatore generale.
Con il trattato del 1778, Faizullah Khan ottenne notevoli vantaggi , come la possibilità di mantenere per sé parte delle tasse riscosse. Gli inglesi però insistettero nel massimizzare non solo i benefici tributari, ma anche le richieste militari da Rampur, spesso violando i precedenti trattati. Gli inglesi dopo il trattato fecero largo uso della cavalleria locale, dato che la regione di Rohilkhand era praticamente impossibile da mantenere sicura senza avere una cavalleria estremamente mobile come quella reclutata localmente. In particolare nel periodo estivo, infatti, la regione era attraversata da bande di fuorilegge Rohilla, Sikh e Gujar che compivano scorribande veloci per fare ritorno alle loro basi. Gli inglesi avevano tentato di impedire tali scorribande ma senza riuscirvi.

### L'impiego della forza
Faizullah Khan inviò le sue forze come richiesto dal trattato di Lal Dang in diverse occasioni:
- Aprile 1777 per schiacciare una rivolta guidata dal figlio di Hafiz Rehmat Khan, Hurmat Khan, a Philibit
- Guerra anglo-francese del 1778-1783: nel gennaio del 1779, inviò 2 000 cavalieri ad assistere gli inglesi contro i francesi nell'India meridionale.
- Febbraio 1779, inviò 700 cavalieri al comando di Muhammad Umar Khan per assistere le forze del colonnello Muir a Daranagar a respingere le incursioni dei Sikh.

Dal 1781 al 1783 fu un periodo complesso per Faizullah, costantemente minacciato dalla Compagnia per l'esistenza del suo stesso stato. Nel novembre del 1782, le truppe di Rampur, guidate da ufficiali inglesi, si ribellarono sia agli inglesi sia all'esercito di Awadh, ponendo fine all'annoso accordo. Gli inglesi ritennero che fosse venuto il momento di annettere Rampur allo stato di Awadh e di farne un altro stato fantoccio della Gran Bretagna.

### L'estorsione da parte degli inglesi
All'inizio degli anni '80 del Settecento, la prima guerra anglo-maratha e le guerre di Haider Ali a Mysore avevano pesantemente intaccato i fondi della Compagnia britannica delle Indie orientali e per quello gli inglesi iniziarono a pretendere sempre più denaro e a richiedere sempre di più ai loro sottoposti. Rampur divenne uno dei primi obbiettivi, nel tentativo di annettere l'area ai territori governati direttamente dagli inglesi. Faizullah Khan si vide richiedere dagli inglesi 5 000 cavalieri da porre al comando del colonnello Muir e da inviare a Fatehgarh. Questa cifra eccedeva i 3 000 cavalieri previsti dal trattato di Lal Dang e ovviamente Faizullah Khan replicò nel 1781 che avrebbe fornito unicamente 2 000 cavalieri, dal momento che gli altri 1 000 gli erano necessari per mantenere la legge e l'ordine nel suo stato. Malgrado il governatore Warren Hasting sapesse perfettamente che Faizullah Khan disponesse effettivamente di soli 2 000 cavalieri, chiese comunque l'invio di almeno 3 000 cavalieri, un ammontare già inferiore di 2 000 unità rispetto a quelli richiesti, ma comunque coerente con quanto pattuito nel trattato di Lal Dang.

### I piani di annessione inglesi
Gli inglesi a quel punto, di fronte all'insistenza di Faizullah Khan, gli chiesero di guidare personalmente le proprie truppe in battaglia, nella speranza che questi potesse morire negli scontri (o venisse ucciso di proposito). Richard Johnson, un assistente del residente britannico a Lucknow, venne delegato a Rampur ed egli poté rilevare che la situazione era ben diversa: Faizullah Khan, secondo le stime del delegato inglese, disponeva di una forza totale di almeno 20 000 soldati e dava rifugio a quanti avevano disertato dall'esercito dell'Awadh.
Faizullah Khan pensò di arrivare ad un accordo con gli inglesi, fornendo 2 000 cavalieri e 1 000 fanti, il tutto accompagnato da un anno di salario pagato e da fondi per le truppe inglesi. Tutto ciò non impedì al governatore Hasitngs di recarsi ad Awadh il 19 settembre 1781 a siglare un trattato con Asaf ud Daula, noto come trattato di Chunar, col quale la Compagnia britannica delle Indie orientali dava il proprio assenso all'annessione dello stato di Rampur da parte di Awadh. Hastings decise di mantenere il piano di annessione in stallo sino al momento opportuno, anche se quando questo venne scoperto dalla Corte dei Direttori nel febbraio del 1783, venne giudicato illegittimo.

### Ulteriori estorsioni dagli inglesi
Gli inglesi continuarono a mantenere alta la pressione su Rampur, e Warren Hastings inviò il suo amico William Palmer presso Faizullah Khan come commissario dal giugno del 1783. Questi riportò a Faizullah Khan la necessità di pagare altri 3 000 cavalieri e di dare un rimborso ad Awadh per coloro che lo avevano abbandonato e avevano trovato rifugio a Rampur. Faizullah Khan inizialmente si rifiutò di accondiscendere all'ennesima pretenziosa richiesta, ma poi finì per allentare le tensioni, accordandosi per pagare 15 lakh di rupie agli inglesi, non soddisfacendo in pieno le richieste rivoltegli, ma mostrando un'astuzia notevole nel mercanteggiare. Questo atteggiamento, infatti, impedì di creare un pretesto per la compagnia di muovergli guerra e Rampur rimase in pace per più di vent'anni, permettendogli di preparare il terreno per fare di Rampur una potenza che avrebbe preso parte nel 1794 alla seconda guerra Rohilla.
Faizullah morì a Rampur il 17 luglio 1793 e gli successe il suo primogenito, Muhammad Ali Khan Bahadur.